# Scotargus pilosus
Scotargus pilosus là một loài nhện trong họ Linyphiidae.
Loài này thuộc chi Scotargus. Scotargus pilosus được Eugène Simon miêu tả năm 1913.